# Peter Adolf Hall

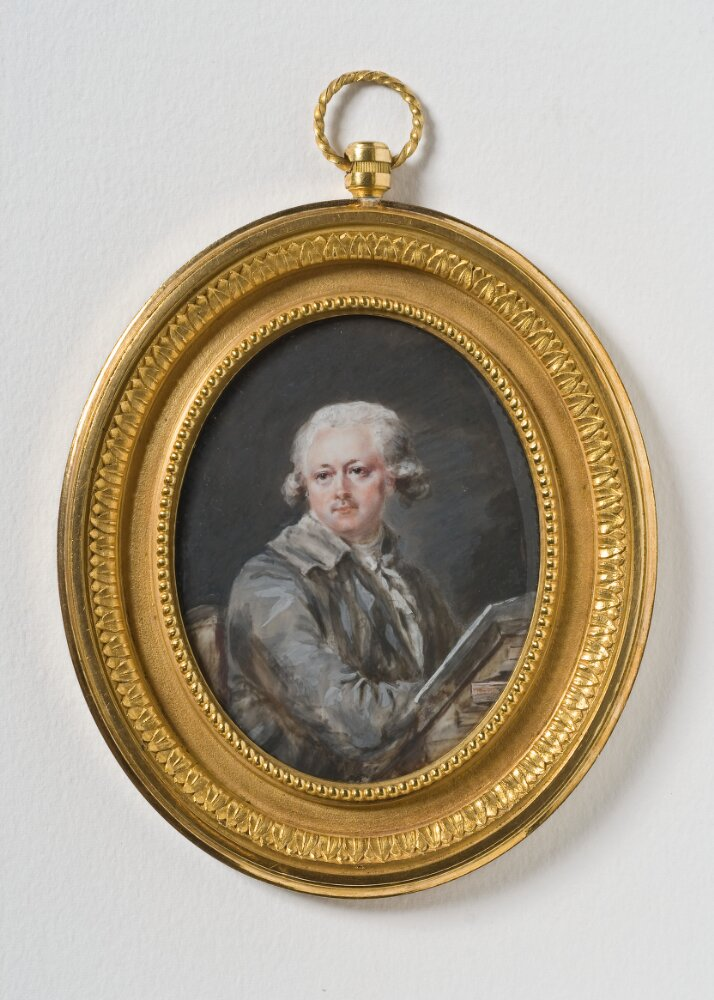
Peter Adolf Hall: Selbstporträt. Schwedisches Nationalmuseum

Peter Adolf Hall (* 23. Februar 1739 in Borås, Schweden; † 15. Mai 1793 in Lüttich, heute Belgien) war ein schwedischer Miniaturmaler, der vorwiegend in Frankreich tätig war.

## Leben
Peter Adolf Hall wurde 1739 in Borås als Sohn des Arztes Petter Hall geboren. Er wuchs in einer bürgerlichen und gebildeten Familie auf und erhielt zunächst eine wissenschaftlich orientierte Ausbildung. Er begann ein Medizinstudium in Uppsala, welches er später in Göttingen fortsetzte. Parallel dazu entwickelte sich sein Interesse an der Kunst, insbesondere an der Malerei. In der zweiten Hälfte der 1750er-Jahre brach er sein Studium ab, um sich ganz der Malerei zu widmen.
Hall ließ sich zunächst in Paris nieder, wo er in den 1760er Jahren rasch Bekanntheit als Miniaturist erlangte. 1769 wurde er zum Mitglied der Académie royale de peinture et de sculpture ernannt, was seine künstlerische Anerkennung weiter steigerte. Er wurde ein gefragter Porträtist am französischen Hof und malte Mitglieder der Aristokratie und des Hochadels, darunter auch Marie Antoinette. Während der Französischen Revolution geriet Hall wegen seiner Nähe zum Hof in politische Bedrängnis. Er verließ Paris und floh schließlich über mehrere Stationen nach Belgien. Er starb 1793 unter ungeklärten Umständen in Lüttich.

## Werk

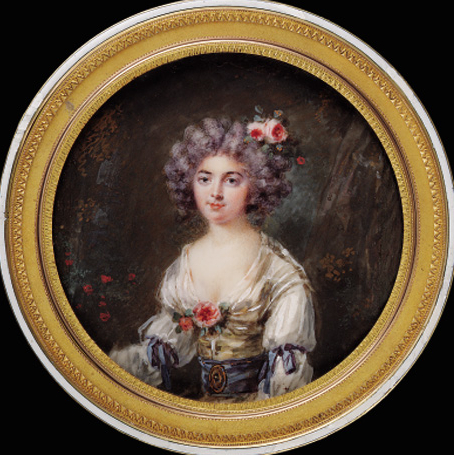
Peter Adolf Hall: Marquise de Flavacourt

Peter Adolf Hall war einer der herausragendsten Vertreter der Porträtminiatur im späten 18. Jahrhundert. Er arbeitete vorwiegend mit Aquarellfarben auf Elfenbein. Seine Miniaturen zeichnen sich durch leuchtende Farben, große Präzision im Detail und eine psychologisch einfühlsame Darstellung der Porträtierten aus. Hall kombinierte die Leichtigkeit des Rokoko mit einem zunehmend klassizistischen Einfluss, der sich in der klaren Linienführung und der strukturierten Komposition seiner späteren Werke bemerkbar macht. Besonders auffällig ist seine Fähigkeit, die Gesichtszüge und den Ausdruck seiner Modelle mit minimalen Mitteln zu charakterisieren.
Er galt zu seiner Zeit als einer der führenden Miniaturisten Europas und hatte zahlreiche Auftraggeber aus der französischen Gesellschaft. Seine Werke sind heute in bedeutenden Museen wie dem Louvre, dem Nationalmuseum Stockholm und dem Victoria and Albert Museum in London zu finden.